# Malcolm Yelvington
Malcolm Yelvington, né le 14 septembre 1918 à Covington (Tennessee) et mort le 21 février 2001 à Memphis (Tennessee), est un chanteur de musique country et rockabilly américain qui a commencé sa carrière chez Sun Records en 1954 juste après le passage d'Elvis Presley.

## Carrière
À la fin des années 1940, il fonde le Star Rhythm Boys à côté du pianiste Reece Fleming, qui jouera en 1957 avec Hoyt Johnson. À l'automne 1954, Malcolm Yelwington enregistre pour la petite firme de Memphis, Sun Records, en compagnie de Reece Fleming et Lavern Fleming (pianos), Miles Win à la steel[Quoi ?] et Gordon Mashburn à la guitare, un premier single qui sortira en novembre "Drinkin' Wine Spo-Dee-O-Dee" et "Just rollin' along" (écrit par Reece), un mélancolique hillbilly-boogie aux allures de western-swing. En 1955 il réalise un single avec la version "Yakety Yak" (qui n'a rien à voir avec "Yakety Yak" des Coasters) sur le label Meteor Records. Malcolm se produit régulièrement  au Eagle's Nest Club de Memphis, et attendra mai 1956 pour enregistrer  quelques rockabillies notamment "Rockin' with My Baby" pour Sun Records.
En 1958 à la mort de son pianiste Malcolm Yelvington prend une retraite prématurée et se tourne vers sa famille et ses cinq enfants. Mais avec le Rockabilly Revival des années 1970 et 1980, il revient dans les studios  et enregistre d'abord pour Shelby County sans résultat tangible et en 1976 pour Barrelhouse. Enfin on le retrouve en 1980 sur l'album US Rockabilly Records RB 1001 à l'âge de 53 ans. Il réalise encore un autre album  à Memphis en 1997 à l'âge de 79 ans. Il meurt le 21 février 2001 à l'âge de 83 ans à Memphis. En 2006, le label Bear Family Records a réédité la plupart des morceaux de l'épopée Sun Records.

## Discographie

### Singles
| Année | Titre | Label          |
| ----- | --- | -------------- |
| 1955  | Drinkin’ Wine Spodee-O-Dee / Just Rolling Around | Sun Records    |
| 1955  | Yakety Yak / A Gal Named Joe | Meteor Records |
| 1956  | Rockin’ With My Baby / It’s Me, Baby | Sun Records    |
|       | - Have Myself a Ball - Rock and Roll With My Baby - Goodbye Marie - I’ve Got The Blues (Way Down Blues) - Mr. Blues - My First And Last Love - Trumpet | Sun Records    |

### Album
- 1997: There's A Little Left In This Old Boy Yet